# António Salvado
António Forte Salvado ComSE (Castelo Branco, 20 de Fevereiro de 1936 - Castelo Branco, 5 de março de 2023) foi um poeta e escritor português. Além de autor de uma extensa obra poética, com mais de 80 títulos publicados, foi também autor de ensaios e antologias, tendo a sua obra sido reconhecida múltiplas vezes com prémios nacionais e internacionais.

## Biografia
António Forte Salvado nasceu a 20 de Fevereiro de 1936 em Castelo Branco, na zona antiga desta cidade, mais concretamente na Rua d'Ega. Foi o mais novo de cinco filhos.
Desde cedo se interessou pela literatura e poesia. Na adolescência, começou por publicar os seus poemas no jornal albicastrense “Reconquista”, tendo posteriormente lançado dois folhetos de versos: Os Poemas da Alma, em 1951, e Imensidão em 1952. O seu primeiro livro, A Flor e a Noite, foi publicado em 1955, quando tinha dezoito anos.
Tendo concluído o curso liceal no então Liceu Nacional de Nuno Álvares, em Castelo Branco, vai com dezassete anos para Lisboa, a fim de frequentar o Curso de Filologia Românica na Faculdade de Letras da Universidade Clássica de Lisboa. A meio do curso, recebe do Governo Francês uma bolsa de estudo que lhe permite frequentar a Universidade de Sorbonne, em Paris.
Em Lisboa, publica artigos no "Diário de Notícias" e noutros periódicos, faz crítica literária em revistas e frequenta o Café Gelo. Aí conhece Herberto Helder, com quem organiza a revista "Folhas de Poesia" (1957-1959).
Concluída a licenciatura em 1959, frequenta depois, em Coimbra, o Curso de Ciências Pedagógicas, dedicando-se, então, ao ensino. Em 1961, casa-se com a geógrafa Maria Adelaide Neto dos Santos.
Cumprido o serviço militar em Portugal (1961-1962), é mobilizado para Angola entre 1963 e 1965. Da sua permanência aí resultaria o livro "Cicatriz", em 1965. Uma vez regressado, continua a lecionar no ensino secundário, no Liceu Passos Manuel.
Regressa a Castelo Branco em 1969 e passa a lecionar no Liceu Nuno Álvares, onde estudara. Entre  1974 e 1977 dirige a revista de cultura Estudos de Castelo Branco. Também em 1974 começa a desempenhar funções de Diretor-Conservador do Museu Francisco Tavares Proença Júnior, função que desempenharia até 1990. Neste ano, passa a lecionar humanidades na Escola Superior de Educação de Castelo Branco, onde se mantém até à reforma. Entre 1992 e 1994 dirige a revista Sirgo. Artes e Letras, e entre 2004 e 2007 dirige a revista de cultura Estudos de Castelo Branco.
Em 6 de Fevereiro de 2010 foi agraciado com o grau de Comendador da Ordem Militar de Sant'Iago da Espada.
Em 2018 dá nome ao Prémio Internacional de Poesia - António Salvado - Cidade de Castelo Branco.
Morreu no dia 5 de março de 2023, poucos dias depois de completar 87 anos, no Hospital Amato Lusitano, em Castelo Branco, onde esteve internado durante uma semana.
A 25 de Julho de 2023, a Biblioteca Municipal de Castelo Branco ficou com o nome Biblioteca Municipal António Salvado. Onde esteve presente a sua esposa Maria Adelaide Neto Salvado. 

### Atividades institucionais
Desempenhou, também, funções de vogal da Comissão de Arte e Arqueologia da C.M.C.B. e de membro para a Educação e Cultura do Conselho Distrital de Castelo Branco, e tem sido colaborador permanente na organização das "Jornadas de História da Medicina - da pré-história ao séc. XXI.

### Distinções e prémios
- Prémio Fernando Chinaglia, da União Brasileira de Escritores (1980)[3]
- Medalha de Mérito da Universidade Pontifícia de Salamanca (1986)[3]
- Medalha de Mérito Cultural do Ministério da Cultura de Portugal (1988)[12]
- Diploma de Personalidade Cultural e Prémio Lyad de Almeida da União Brasileira de Escritores pela obra Outono/Otonño/秋 (2010)[13]
- Ordem Militar de Sant’iago de Espada (2010)[4][5]
- Huésped Distinguido pelo Ayuntamiento de Salamanca (2010)[14]
- Doutor Honoris Causa pela Universidade da Beira Interior (2016)[15][13][9]
- Medalha Fray Luis de Leão de Poesia Ibero-Americana (2021)[16]
- Medalha da Asociación Universitária Iberoamerocana de Postrago[3]
- Medalha de Prata da Câmara Municipal de Castelo Branco[17]
- Medalha de Ouro da Câmara Municipal de Castelo Branco[3]

## Obra[18]

### Poesia
- A Flor e a Noite (1955)
- Recôndito (1959)
- Na Margem das Horas (1960)
- Narciso (1961)
- Difícil Passagem (1961)
- Equador Sul (Na morte e em louvor de José Paula dos Santos) (1963)
- Anunciação (1964)
- Cicatriz (1965)
- Tropos (1969, 2ª edição aumentada em 1975)
- Jardim do Paço (1971)
- Estranha Condição (1977)
- Interior à Luz (1982)
- Face Atlântica (1986)
- Amada Vida (1987)
- (Des)codificações (1987)
- Matéria de Inquietação (1988)
- Soneto em lembrança de João Ruiz de Castelo Branco (1989)
- Vutere Felix (seguido de Soneto em lembrança de João Ruiz de Castelo Branco) (1990)
- Nausícaa (1991)
- O Prodígio (1992)
- O Corpo do Coração (1994)
- Estranha Condição (1994)
- Estórias na Arte (1995)
- Castalia (1996)
- O Gosto de Escrever (1998)
- Rosas de Pesto (1998)
- O Extenso Continente (1998)
- A Plana Luz do Dia (1999)
- Os Dias (2000)
- Largas Vias (2000)
- Flor Álea (2001)
- Quadras (im)Populares e Sábios Epigramas (2001)
- A Dor (2002)
- Pausas do Aedo (2003)
- A Quinta Raça, novos sábios epigramas e mais quadras (im)populares (2003)
- Coisas Marinhas e Terrenas (2003)
- Rochas (2003)
- Águas do Sono (2003)
- Ravinas (2004)
- Entre Pedras, o Verde (2004)
- Se na Alma Houver (2004)
- Malva (2004), texto em português e espanhol
- Modulações (2005)
- Na Eira da Beira (2005)
- Quase Pautas (2005)
- Recapitulação (2005)
- Señales de Dios en mi Poesia (2005), texto em português e espanhol
- Os Distantes Acenos (2006)
- Ao Fundo da Página (2007)
- Afloramentos (2007)
- Essa História (2008)
- No Fundo da Página (2008)
- Odes (2009)
- Otoño/Outono/秋 (2009), texto em português, espanhol e japonês
- Repor a Luz (2011)
- Conjunto de Sonetos seguido de Novo Livro de Odes e de Redondilhas e Heróicos Quebrados (2011)
- Auras do Egeu e de Todos os Mares (2011)
- O Sol de Psara(2011)
- O Dia. A noite. O dia. (2012)
- Na Sua Mão Direita (2013)
- Ecos do Trajecto seguido de Passo a Passo (2014)
- Sinais do Fluir (2014)
- Treze Odes Latinas (2014)
- Psique e Cupido (2014)
- O Olhar do Ver/O Ver do Olhar, seguido de Cantares de amigo/Cantares de Amor (2015)
- Poemas Nascidos da «Cantiga partindo-se» de João Roiz de Castelo Branco (2011)
- Mais uma vez as aves (2015)
- No Interior da Página seguido de Prosas Avulsas do Interregno (2015)
- Igaedus (2015)
- Narciso, Psique e Cupido. Duas histórias de amor da Antiguidade (2016)
- As Linhas que Perduram (2016)
- Rosas de Safo/Lírios de Ânite e de Moiro/Açafrão de Erina/Íris de Nósside/e outras Flores de Mulheres-Poetas da Grécia Antiga (2016)
- Um Adeus Solidário de Ternura seguido de Com as Mesmas Palavras (2016)
- De Tão Cansada a Esperança seguido de Liames (2017)
- Flor Peregrina (2017), texto em português e espanhol
- Recados do Infante D. Pedro a Inês de Castro (2018)
- Poemas d'«O Pequeno Lugar» (2019)
- Poemas de Natal (2019)
- Do ano os meses (2020)
- A Poesia - Poezio (2019), texto em português e esperanto
- Poemas para Nósside (2021)
- Áleas do Jardim  (2021)
- Horizontal  (2021)
- Sentimento Viajeiro (2021)
- O Suave jugo (2021)
- Primeiros Poemas (2021) (seleção dos primeiros poemas do autor, publicados originalmente em folhetos anteriores a A Flor e a Noite)
- O esperado momento seguido de Como se a terra (2021)
- Leituras várias com aragens de cidade (2022)
- Palavras Perdudas

### Antologias pessoais e compilações de títulos
- ANTOlogia. (1955-1975) (1985)
- ANTOlogia II. (1955-1975) (1993)
- ANTOlogia III. (1994)
- Obra I. (1955-1975) (1997)
- Obra II. (1975-1995) (1997)
- Obra III. (1999)
- Poemas Escolhidos (2016)
- Sirgo I. (Catorze títulos esgotados) (2018) (recolhe: Recôndito, Estranha Condição, Interior à Luz, Amada Vida e Outros Poemas, Des(Codificações), Matéria de Inquietação, Vetere Felix, Nausícaa, O Prodígio, Estórias na Arte, Rosas de Pesto, Quase Pautas, O Sol de Psara, Treze Odes Latinas)
- Sirgo II. (Quatro títulos esgotados de poemas em prosa e poemas dispersos por outros títulos esgotados) (2018) (recolhe: Malva, Largas Vias, Ravinas, Modulações, poemas dispersos)
- Sirgo III. (Quinze títulos esgotados) (2019) (recolhe: Na Margem das Horas, O Corpo do Coração, Certificado de Presença, Castália, O Gosto de Escrever, A Plana Luz do DIa, Águas do Sono, Recapitulação, Os Distantes Acenos, Afloramentos, Ao Fundo da Página, Outono, Repor a Luz, Sonetos do Interregno, Sinais do Fluir)
- Sirgo IV. (Dezanove títulos esgotados) (2019) (recolhe: A Flor e a Noite, Narciso, Difícil Passagem, Cicatriz, Tropos, O Extenso Continente, Flor Álea, A Dor, Pausas do Aedo, Palavras Perdudas, Se na Alma Houver, Entre Pedras o Verde, Rochas, Essa Estória, Odes, Auras do Egeu, Na Sua Mão Direita, O Dia. A Noite. O dia, Igaedus)

### Outras Antologias
- Cátedra de poética "Fray Luís de León" (1986)
- Sur la porte de cet instant. Poèmes traduits du portugais (1993)
- Um fio de água. Antologia mínima (2012)
- Antologia mínima (2015)
- La Universidad Pontifícia de Salamanca y sus cátedras de Poética y de Portugués tienen elhonor des presentar al poeta António Salvado (antologia, 1986)
- L'horizon Démasqué (1990) - poemas traduzidos para francês

### Prosas
- Leituras I (1994) (Textos sobre Eminescu, Francisco Xavier de Novais, Camilo Pessanha, Fausto Guedes Teixeira, Edmundo de Bettencourt, Eugénio de Andrade)
- Leituras II (1994) (Ensaios sobre poesia feminina portuguesa e sobre poesia religosa portuguesa)
- Leituras III (1995) (Estudos sobre Camões, Frei Agostinho da Cruz, Eugénio de Castro, Alves Redol, e sobre a língua portuguesa)
- Leituras IV (2002) (Apontamentos de etnologia e museologia regionais)
- Leituras V (2003) (O índio brasileiro em alguns relatos portugueses do séc. XV)
- Leituras VI (2006) (Pequenos excursos sobre poetas e prosadores)
- Leituras VII (2018) (Textos de temáticas variadas)
- Leituras VIII (2019) (Oração da Poesia | Poesia da Oração em relevantes exemplos na literatura cristã - excursos biográficos e exercicios de versão)
- Leituras IX (2019) (Do Portugal Renascido, de Frei Manuel da Rocha - Introdução e seleção de textos)
- Leituras X (2020) (Oração da Poesia | Poesia da Oração em relevantes exemplos na literatura cristã - excursos biográficos e exercicios de versão)
- Leituras XI (2020) (Cântico dos Cânticos, atribuído ao Rei Salomão). Leitura, versão e nota introdutória)
- Leituras XII (2020) (-Santo António - o homem, o orador, o santo e, ainda, como "personagem" na poesia popular da Beira Baixa (breve evocação)
- Leituras XIII (2021) (Carta aberta ao poeta João Roiz de Castelo Branco, seguida das suas poesias, com atualização de nota)

### Antologias
- Antologia das Mulheres-Poetas Portuguesas (1961)
- Anunciação e Natal na Poesia Portuguesa (1968)
- A Paixão de Cristo na Poesia Portuguesa (1969)
- A Virgem Maria na Poesia Portuguesa (1969)
- Antologia da Poesia Feminina Portuguesa (1972)
- Portugal Renascido de Frei Manuel da Rocha (Excertos) (1973)
- Autores Nascidos no Distrito de Castelo Branco (século XV a 1981) (2001)
- Poesias Completas de João Rodrigues de Castelo Branco (poeta do Cancioneiro Geral de Garcia de Resende) (2002)
- Poesias escolhidas de Herculano Rebordão (2003)
- O Divino. Sílabas do Oeste (2011) (antologia do encontro "Los Poetas y Dios" - Total de Guzmanes, Léon, 2006-2010)

### Direção de revistas
- Folhas de Poesia (com Herberto Helder)
- Estudos de Castelo Branco
- Sirgo